# Louis-Antoine Dornel
Louis-Antoine Dornel (Parijs, omstreeks 1685 - aldaar, 1765) was een Frans componist, klavecinist, organist en violist.

## Biografie
Dornel kreeg zijn eerste muzieklessen van de organist Nicolas Lebègue. Hij werd benoemd tot organist van de kerk van Sainte-Marie-Madeleine-en-la-Cité in 1706, waar hij de opvolger was van François d'Agincourt. In 1719, na de dood van André Raison, werd hij benoemd aan de abdij van Sainte-Geneviève.
Van 1725 tot 1742 was Dornel actief als muziekmeester van de Academie Française. Hij werd verplicht om elk jaar een motet te componeren voor koor en orkest, dat dan werd uitgevoerd door de Academie op het jaarlijks feest ter gelegenheid van Saint Louis (25 augustus); hiervan is geen enkel muziek stuk bewaard gebleven. Dornels werken voor klavecimbel en voor orgel waren gemakkelijk te spelen en lagen goed in het gehoor. Zijn laatst overgeleverd orgelmanuscript is gedateerd in het jaar 1756.
Omdat Dornel niet in loondienst was als hofmuzikant moest hij rekening houden met de smaak van de Franse aristocratie. Vooral zijn sonates stonden onder sterke invloed van de in Italië opgeleide Marc-Antoine Charpentier.

## Werken
Zijn bewaard gebleven werk omvat: 
- Vier boeken met kamermuziek
  - Livre de simphonies contenant six suites en trio avec une sonate en quatuor (1709)
  - Sonates à violon seul et suites pour la flûte traversière avec la basse (1711)
  - Sonates en trio pour les flûtes allemandes, violons, hautbois (1713)
  - Concerts de simphonies (1723);
- Een verzameling van stukken voor klavecimbel (1731) met zogenaamde karakterstukken, miniatuurdeeltjes met prikkelende titels, geliefd bij de burgerij en populair gemaakt door Couperin;
- Vocale muziek met de titel airs sérieux, uitgegeven door Ballard in 1706
- Vier cantates
- een reeks ongepubliceerde orgelstukken.
- muziektheoretisch, gepubliceerd (1745): Le tour du clavier sur tous les tons

## Orgelstukken
- Een reeks van niet-gepubliceerde orgelstukken (ca. 1756) overgeleverd in manuscript (Bibliothèque Ste-Geneviève, Parijs) en gepubliceerd door Norbert Dufourcq in 1965 (ed. Schola Cantorum de Paris).